# Ruta 126 (Costa Rica)
La Ruta 126, oficialmente Ruta Nacional Secundaria 126, es una ruta nacional de Costa Rica ubicada en las provincias de Alajuela y Heredia.

## Descripción
Partiendo de la zona central del cantón de Heredia, en la Ruta 3, esta vía pasa por Heredia, Barva, Carrizal y Varablanca siguiendo aproximadamente el límite provincial entre Heredia y Alajuela, hasta llegar a la Ruta 4 en Bajos de Chilamate en Sarapiquí.
Permite el acceso al Parque nacional Volcán Poás cuando se conduce desde Heredia, tomando la Ruta 120.
En la zona sur de la ruta, cerca del cantón Barva, hay muchos cafetales, y hacia el norte en Varablanca hay huertos de fresas.
Aprovechando el tramo de tierras bajas del este de la Ruta 32 y la Ruta 4, esta ruta conecta la Gran Área Metropolitana con los distritos del Caribe, la cual es una ruta alternativa recomendada en caso de emergencia ante deslizamientos de tierra en el tramo del Parque nacional Braulio Carrillo de la Ruta 32.
En la provincia de Alajuela, la ruta atraviesa el cantón de Alajuela (los distritos de Carrizal, San Isidro, Sarapiquí).
En la provincia de Heredia, la ruta atraviesa el cantón de Heredia (los distritos de Heredia, Mercedes, Varablanca), el cantón de Barva (los distritos de Barva, San Pedro, San Pablo), el cantón de San Rafael (el distrito de San Josecito), el cantón de Santa Bárbara (los distritos de Jesús, Santo Domingo, Purabá), el cantón de Sarapiquí (el distrito de La Virgen).

## Historia

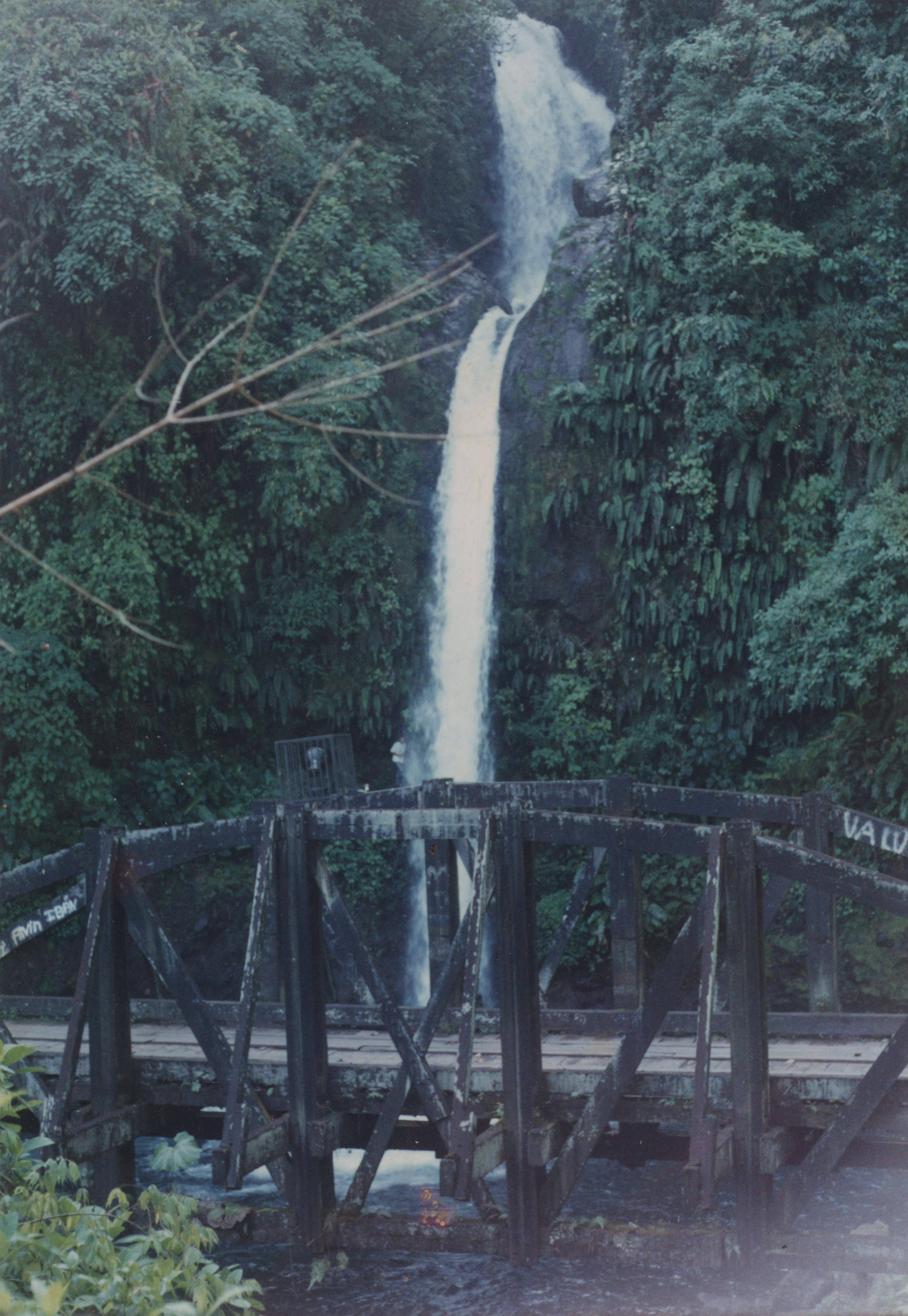
Viejo puente de madera destruido en el 2003, fotografía de la década de 1990.

Es una ruta histórica en el país, ya que un trayecto aproximado fue utilizado para exportar mercancías a Europa por los colonos españoles.
Fue parcialmente destruida por el terremoto de Cinchona de 2009, la reconstrucción duró cinco años y concluyó en 2014.
Entre las principales obras de reconstrucción recientes de la ruta, el puente sobre la Quebrada Seca a la entrada del casco central de Barva fue ampliado de dos a cuatro carriles y nuevas aceras, finalizando en enero de 2014.

### Puentes de la catarata de la Paz
La Catarata de La Paz es un punto de interés sobre la ruta, luego de la cual existe un puente sobre el río La Paz Grande qué ha sido destruido en dos ocasiones, en 2003 el puente de madera original de 65 años colapsó debido al transporte de maquinaria pesada, en su lugar se instaló un puente Bailey, que debido a una tormenta torrencial, fue destruido por el río en 2013. Ese mismo año se instaló otro puente tipo Bailey con un metro adicional de altura.